# Naturschutzgebiete in Japan
In Japan gibt es insgesamt 4915 durch das japanische Umweltministerium ausgewiesene Naturschutzgebiete (japanisch 日本の自然保護区 Nihon no jizen hogoku) (Stand Juli 2017).
Zu diesen gehören u. a.
- 34 Nationalparks (Stand Februar 2022)[1]
- 56 Quasi-Nationalparks
- 306 Präfekturnaturparks

Zusammengerechnet sind 19,35 % der gesamten Landfläche sowie 0,49 % der Wasserfläche Japans Teil eines Naturschutzgebietes.

## Klassifizierung

### National
Die Klassifizierung der Naturschutzgebiete erfolgt in Japan nach folgenden 15 Kategorien:
| Bezeichnung (englisch)                                           | Anzahl |
| ---------------------------------------------------------------- | ------ |
| Green Corridor                                                   | 24     |
| Natural Habitat Conservation Area                                | 9      |
| Quasi National Park                                              | 56     |
| Prefectural Natural Park                                         | 306    |
| Prefectural Nature Conservation Area                             | 536    |
| Wilderness Area                                                  | 5      |
| National Wildlife Protection Area                                | 82     |
| Common fishery right area                                        | 39     |
| Prefectural Wildlife Protection Area                             | 3615   |
| Area designated by prefecture, fishery operator group, etc.      | 31     |
| Forest Ecosystem Reserve                                         | 30     |
| National Park                                                    | 34     |
| Nature Conservation Area                                         | 10     |
| Protected Water Surface                                          | 52     |
| Coastline Marine Ressource Development Area, designated sea area | 30     |

### International
International werden Naturschutzgebiete nach den IUCN-Kategorien klassifiziert:
| IUCN-Kategorie | Beschreibung                                     | Anzahl | Prozent |
| -------------- | ------------------------------------------------ | ------ | ------- |
| Ia             | Strenges Naturreservat                           | 5      | 00,10   |
| Ib             | Wildnisgebiet                                    | 40     | 00,81   |
| II             | Nationalpark                                     | 22     | 00,45   |
| III            | Naturdenkmal                                     |        |         |
| IV             | Biotop-/Artenschutzgebiet mit Management         | 3758   | 76,46   |
| V              | Geschützte Landschaft/Geschütztes Marines Gebiet | 931    | 18,94   |
| VI             | Ressourcenschutzgebiet mit Management            | 100    | 02,03   |
| Ohne Angabe    |                                                  | 59     | 01,20   |

## Sonstiges
Insgesamt sind 53 Feuchtgebiete mit einer Gesamtfläche von 155.174 ha unter der Ramsar-Konvention registriert (Stand Februar 2022).
Eine Fläche von 40,653 ha des Iriomote-Ishigaki-Nationalparks wurde im März 2018 als erstes Lichtschutzgebiet Japans (International Dark Sky Places – IDSP) ausgewiesen.